# جديدة فرس
جديدة فرس قرية سوريّة تتبع إداريّاً لمحافظة حلب منطقة منبج ناحية أبو قلقل، بلغ تعداد سكانها 1,108 نسمة حسب التعداد السكاني لعام 2004.